# 陳鑾 (清朝官員)
陳鑾（1786年—1839年），字仲和，號芝楣，湖北省江夏县人，清朝官员、探花。

## 生平
嘉庆二十五年（1820年）庚辰科一甲第三名（探花）。歷官翰林院編修、武英殿纂修、浙江鄉試副考官。
道光五年，被外派出任江蘇松江府知府。歷任道銜、蘇州府知府、江西督糧道、江蘇蘇松常鎮太糧儲道、蘇松太道、江安糧道、蘇松糧道、廣東鹽運使、浙江按察使、署理布政使。
道光七年（1827年）獲任命為按察使銜分巡台灣兵備道，未到任。
道光十二年，遷江西布政使，後調任江蘇布政使、江蘇按察使、江蘇巡撫。
道光十六年，被拔擢為江西巡撫。道光十七年，復調任江蘇巡撫。後加兵部侍郎、都察院右副都御史銜。
道光十九年，陶澍以病解職，陳鑾代署兩江總督、江南河道總督。是年冬，在任上逝世，贈太子少保，依尚書例優恤。

## 家庭
陳鑾有五子，其中陳慶涵因父蔭而受賜舉人銜，另一子陳慶滋在光緒年間官至江西按察使。